# Oligaeschra
Oligaeschra is een geslacht van vlinders van de familie tandvlinders (Notodontidae).

## Soorten
- O. inconspicua Kiriakoff, 1963
- O. subvelutina Kiriakoff, 1963